# Hans-Gabriel Trolle-Wachtmeister
Hans-Gabriel Trolle-Wachtmeister, född 9 januari 1923 i Trolle-Ljungby, Kristianstads län, död 9 november 2023 på samma plats, var en svensk greve och godsägare.

## Biografi
Hans-Gabriel Trolle-Wachtmeister var son till förste hovjägmästaren, greve Carl-Axel Trolle-Wachtmeister (1893–1956) och Hilla-Brita Trolle (1894–1943) samt bror till Knut Wachtmeister och Ann Marie Ramel. Efter studentexamen i Sigtuna 1940 gick Trolle-Wachtmeister på Önnestads lantbruksskola 1941–1942 samt avlade  reservofficersexamen 1944 och examen från Påhlmans handelsinstitut 1946. Han var innehavare av Trolle Ljungby fideikommiss och verkställande direktör för Trolle Ljungby AB (godsförvaltning) sedan 1956.
Trolle-Wachtmeister blev ledamot i styrelsen för Sveriges stärkelseproducenters förening 1957 och dess ordförande 1978. Han var styrelseledamot i Hasselfors Bruks AB 1951–1993 (ordförande från 1969), styrelseledamot i Export Invest 1971–1993 (ordförande från 1980), styrelseledamot i Kema Nobel 1973–1984, styrelseledamot i Stora Papyrus 1973–1993 (vice ordförande från 1989), styrelseledamot i Stora Nymölla från 1960 (vice ordförande från 1987) och styrelseledamot i SEB Kristianstad från 1957 (ordförande från 1982). Han har även varit styrelseledamot i AB Sågverksintressenter.
Trolle-Wachtmeister blev ryttmästare i kavalleriets reserv 1958.
Trolle-Wachtmeister gifte sig 1949 med Alice Tornérhjelm, dotter till godsägaren Erik Tornérhjelm och Ellen, född Valentiner-Branth. Trolle-Wachtmeister var bosatt på Trolle Ljungby slott i Skåne.
År 2013 uppmärksammade dokumentärfilmaren Per Anders Rudelius i Greven och frälsebönderna att Trolle-Wachtmeister ville höja arrendena med 42 procent för de bönder som brukat marken vid Trolle-Ljungby i flera generationer och bidragit med mark- och husförbättringar. Slutligen begränsade hovrätten höjningen till 10 procent. Trolle-Wachtmeister överklagade till Högsta domstolen, som den 17 september 2013 avslog hans begäran om prövningstillstånd.
År 2021 överlät han bolaget som förvaltar Trolle-Ljungby gods.
Hans-Gabriel Trolle-Wachtmeister är farbror till Claës Wachtmeister.

## Utmärkelser
- Riddare första klassen av Kungliga Vasaorden, 1971.[8]
- H.M. Konungens medalj i 12:e storleken i serafimerordens band, 1992.[9]
- Kungliga Patriotiska Sällskapets medalj (förtjänstmedalj/näringslivsmedalj).